# レオネル・フェルナンデス
レオネル・アントニオ・フェルナンデス・レイナ（Leonel Antonio Fernández Reyna、1953年12月26日 - ）は、ドミニカ共和国の政治家。これまでに大統領を三期務めた。

## 略歴
サントドミンゴ生まれで、サントドミンゴ自治大学を卒業後、アメリカ合衆国、フランス、メキシコ、ベネズエラに就学、マスコミ関係、弁護士を経て、ドミニカ解放党中央委員会メンバーとして政界に入る。大統領選では1996年に初当選、2000年には落選したものの、2004年に二選、2008年には三選を果たした。
2006年に日本を訪問し、明仁天皇・美智子皇后（いずれも当時）と会見、首相の小泉純一郎および衆院議長の河野洋平（いずれも当時）と会談を行った。
2012年の大統領選挙には出馬せず、同党のダニーロ・メディーナを後継者とした。メディーナは5月20日に実施された選挙で、対抗馬のラファエル・イポリト・メヒーア・ドミンゲス候補を僅差で破り当選した。